# Semiothisa venosata
Semiothisa venosata là một loài bướm đêm trong họ Geometridae.